# ひらかた大菊人形

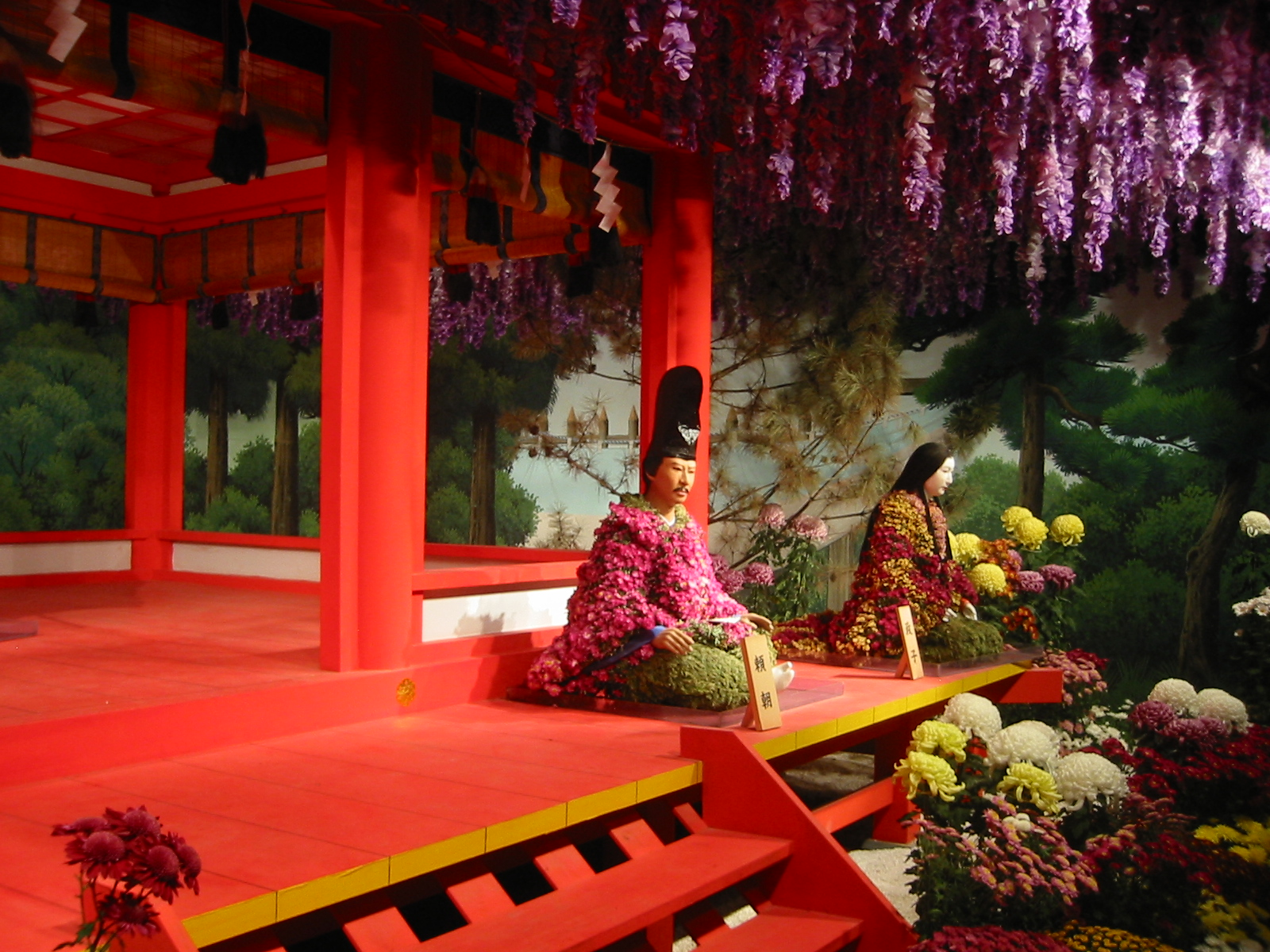
ひらかた大菊人形 2005年「義経」

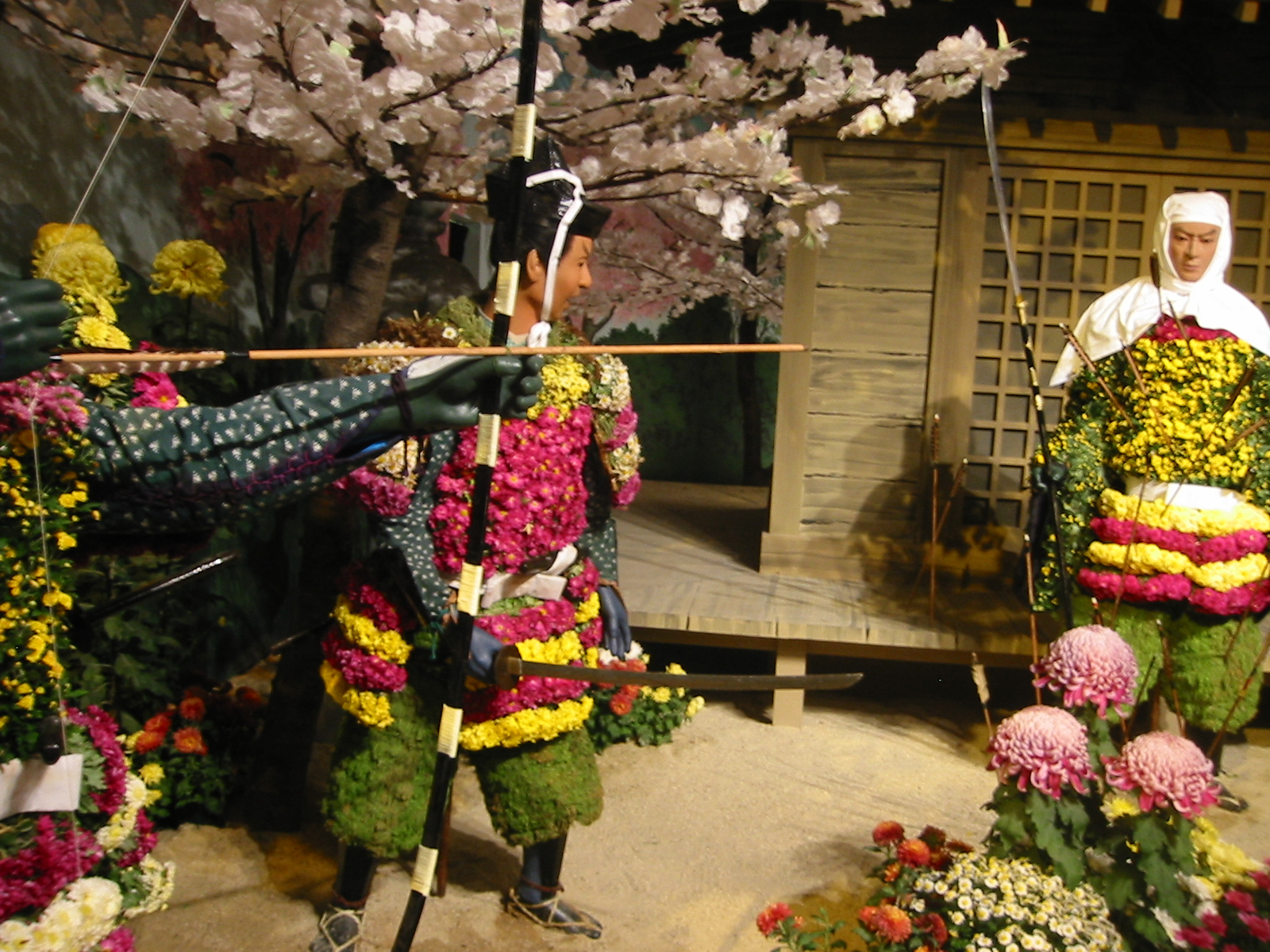
ひらかた大菊人形 2005年「義経」

ひらかた大菊人形（ひらかただいきくにんぎょう）は、京阪電気鉄道の主催で、2005年まで毎年10月上旬から11月下旬（年によっては9月から12月に延びる場合もあった）に、大阪府枚方市にある遊園地「ひらかたパーク」で行われていた菊人形の展覧会である。

## 歴史

### 第二次世界大戦まで
1910年（明治43年）10月15日、京阪本線の天満橋駅 - 五条駅（現・清水五条駅）間が開業した。これに合わせて京阪電気鉄道は大阪府北河内郡友呂岐村（現・寝屋川市）の香里（現・香里園）駅東側の丘陵地に「香里遊園地」を1910年春に開園したが、開業に間に合わせて造られたため遊園地としての魅力に欠けていた。そこで、秋の行楽シーズンに合わせて東京両国国技館で開催されていた菊人形に着目。両国の菊人形を請け負っていた名古屋の黄花園主と契約、「香里遊園地」で第1回菊人形が10月15日から12月10日まで開催された。京阪電車で往復乗車の観客には入場無料・関係先に招待券を配布するなどの積極策をとり成功を収めた。翌1911年は岐阜の菊楽園が興行主となり浅野善吉を中心とする菊師らによって菊人形展が開催された。
しかし、京阪電鉄の業績不振から香里遊園地の土地は住宅地として売却された。ところが、菊人形は旅客誘致に貢献していることから継続することになり、香里遊園地の代替として枚方駅（現在の枚方公園駅）付近に約1万平方メートルの土地を購入した。枚方での最初の菊人形は引き続き岐阜菊楽園が興行主となり、1912年（大正元年）10月6日から11月25日にかけて開催された。枚方での菊人形は規模が3倍となり、1915年（大正4年）には菊細工師、菊培養師、画工が加わり内容が充実していった。以後1918年（大正7年）まで順調に続けられたが、金銭トラブル（電車の乗客数に対してのバックマージンの金額で折り合いが付かなかった）で岐阜菊楽園が請負を辞退した。
そのため宇治で菊人形展開催を熱望していた料亭の主人「別所吉松」との話し合いの結果、1919年（大正8年）宇治橋と国鉄宇治駅の間に新たな菊人形館を建てて開催された。枚方時代より優れた菊人形が名人によって製作され、水戸・高松の芸妓の余興もあり好評ではあった。しかし、宇治での開催は枚方より地の利が悪いため集客面で苦戦し、毎年赤字を出した。しかも、1922年（大正11年）の菊人形展終了後に火災で菊人形館が焼失、宇治での開催は不可能になった。
菊人形再建を模索している間に、1917年（大正6年）より南海鉄道の後援で堺大浜で菊人形を興業していた東京相撲協会年寄、春日野（中田源次郎）から枚方に移したいとの申し入れが有り、京阪電鉄がこれを受け入れ大浜の菊人形館を枚方に移築して1923年（大正12年）に菊人形展が5年ぶりに枚方で開催された。中田は秋の菊人形に先立ち春に霧島人形（霧島ツツジの細工人形）を開催し、秋の菊人形ではこの年に発生した関東大震災の場面も取り入れた。1924年（大正13年）も前年同様に春の霧島人形・秋の菊人形が開催されたが、この2年は赤字続きだった。このため、1925年（大正14年）に中田は春の霧島人形を取りやめ、秋の菊人形に専念した。さらに、遊園地を整備し、菊人形を季節行事としての位置づけに方針転換し、旧来の菊人形館を取り壊し本館・余興館・段返し館を建て、園内にサクラ・モモ・ツツジなどを植えてボート池・飛行塔・滑り台・ブランコなどの遊戯施設を設けた。その甲斐があってこの年の菊人形は初めて黒字となった。京阪電鉄は菊人形興行をこれまでは興行主に任せていたが、施設が充実したことを機に遊園地事業に積極的に参加するようになり、京阪と中田が出資して枚方遊園組合を設立した。その後、1926年（大正15年）の菊人形興行が赤字となり中田が身を引き、枚方遊園組合も中田の出資分が京阪が買い取ったことによって京阪の単独経営となった。
1928年（昭和3年）には鉄骨コンクリート造りの菊人形館本館が造られ規模も拡大していったが、次第に菊人形も戦争の影響を受けるようになった。1932年は、前年に満州事変が起きたこともあり「国威発揚」がテーマとなった。1937年（昭和12年）には陸軍省・海軍省が後援し「支那事変館」がつくられた。1943年（昭和18年）には大阪師団の後援を受け、国防知識の普及活動を行っていた財団法人大阪国防館が枚方遊園地の土地と建物を使用したいとの申し出があったため、枚方遊園地は「大阪国防館枚方錬成場」と改称、菊人形は大阪国防館の主催となり「戦力増強・士気昂揚菊人形」として開催された。1944年（昭和19年）、菊人形館は軍用資材に供出され、遊園地も食料増産のための農地と化してしまい、菊人形の開催は事実上不可能となってしまった。

### 第二次世界大戦後
1944年（昭和19年）・1945年（昭和20年）は戦争の影響により開催中止（京阪も1943年10月に阪神急行電鉄と合併して京阪神急行電鉄と改称）となったが、1946年（昭和21年）に吹田市の千里山遊園（現在の関西大学千里山キャンパスの敷地内）で「大阪名物年中行事ひらかた菊人形復活・千里山菊人形」が開催された（枚方遊園地の供出の際、菊の苗の一部を千里山に移していた）。以後1948年（昭和23年）まで千里山遊園で開催されたが、京阪神急行電鉄では菊人形を枚方に戻したいとの意見が出るようになった。しかし、枚方遊園は農地と化して使用できなかったので、香里園の成田山不動尊大阪別院前の公園に菊人形館を建てる計画が持ち上がった。この動きを知り枚方市は「菊人形復活促進」の市民大会が開かれ、市議会でも旧地での開催実現が決議された。1949年（昭和24年）2月に枚方市と京阪神急行電鉄は菊人形を旧枚方遊園地跡を中心とする丘陵地と農地で開催する契約を結んだ。ただ、かつての場所での開催は用地買収だけでなく農地調整法・臨時建築法などで困難なため、この場所を都市計画法に基づく枚方市立公園として設置し、文化会館を公園の施設の一つとして設け、そこでの開催を計画した。建設の許可が下り、1949年5月半ばから文化会館の建設と公園の造成に着手した。
1949年10月1日、6年ぶりに枚方での菊人形が開催された。枚方の菊人形は戦前から「段返し」が名物となっており、場面移動の暗中早変わりが特色となっていた。戦後の復活の際には新味を出すために宝塚歌劇団に演出を依頼したこともあり、舞台に踊り子が登場するようになったため、レビュー化した。その年の12月に京阪が京阪神急行電鉄から分離し、翌1950年（昭和25年）の大菊人形は40回の節目となるため、新しい試みが行われた。菊の研究をする学者・園芸専門家・菊花愛好家による菊花芸術協会が設立され、ひらかた大菊人形は「菊の芸術」を目指すようになった。また、菊に関する資料を収集・展示する菊文庫の建物がつくられ、菊花コンクールも開催されるようになった。
この頃、枚方市と京阪電鉄の間で関係が悪化していた時期があった。枚方市は入場税収入も見越して菊人形を誘致したが、1950年のシャウプ勧告による税制改革で入場税は市税から府税となり、枚方市に入場税が入らなくなった。枚方市は京阪電鉄に協定の改定を求めたが京阪が拒否したため、1952年（昭和27年）2月に枚方市は枚方公園の使用禁止を告示する事態となった。この年の11月に大阪府の仲介でこの問題は解決し、枚方公園は京阪電鉄の所有となり公園から遊園地に変更されることになり、遊園地の施設充実に力を注ぐことになった。1953年（昭和28年）には4000人収容の大劇場館が完成した。これは、菊人形復活時に建てた菊人形館が狭く、それに演芸場的施設が必要だと考えて造られた。これまでの菊人形館も見流し館として活用したため、大菊人形の規模がさらに拡大した。また、この年から朝日新聞社主催で開催されるようになった。
1964年（昭和39年）の大菊人形のテーマは「赤穂浪士」で、NHK大河ドラマの題材が初めて取り上げられた。ドラマを題材にしたこともあり、いくつかの場面をストーリーに従って構成する方法が採られた。大河ドラマがテーマに採用されてから題材によっては別のテーマに差し替える場合もあったが、1987年（昭和62年）以降はほぼ毎年大河ドラマを大菊人形のテーマにしている。また、1964年は東京オリンピックが開催された年でもあり、これにちなんで「国際菊花ショー」が開催され、このための展示場として「クリサンセマム・ホール」が新設された。1967年（昭和42年）8月27日に大劇場が全焼し、大菊人形の売り物である15段返しが上演できなくなったが、1960年代から1970年代にかけては好調な成績が続き、「勝海舟」をテーマにした1974年（昭和49年）は84万8877人と過去最高の入場者数を集めた。
しかし、菊人形を制作する職人の高齢化と後継者不足や来園者の減少を理由に、2005年（平成17年）12月4日に閉幕した「義経」をもって「ひらかた大菊人形」は毎年行われる開催としては96年の歴史に幕を下ろした。

## ひらかた大菊人形テーマ
| 年     | タイトル                                   |
| ------ | ------------------------------------------ |
| 1910年 | 雪月花（香里園で開催）                     |
| 1911年 | 忠臣蔵（香里園で開催）                     |
| 1912年 | 枚方菊人形                                 |
| 1913年 | 枚方菊人形                                 |
| 1914年 | 枚方菊人形                                 |
| 1915年 | 枚方菊人形                                 |
| 1916年 | 枚方菊人形                                 |
| 1917年 | 枚方菊人形                                 |
| 1918年 | 枚方菊人形                                 |
| 1919年 | （宇治で開催）                             |
| 1920年 | （宇治で開催）                             |
| 1921年 | （宇治で開催）                             |
| 1922年 | （宇治で開催）                             |
| 1923年 | 枚方菊人形                                 |
| 1924年 | 雪月花                                     |
| 1925年 | 枚方菊人形                                 |
| 1926年 | 枚方菊人形                                 |
| 1927年 | 映画応用 仮名手本忠臣蔵                    |
| 1928年 | 大礼奉祝ひらかた大菊人形                   |
| 1929年 | 太閤記                                     |
| 1930年 | 忠臣蔵                                     |
| 1931年 | 雪月花                                     |
| 1932年 | 国威発揚                                   |
| 1933年 | 上方情緒                                   |
| 1934年 | 菊レビュー百華百色                         |
| 1935年 | 歌舞伎絵巻                                 |
| 1936年 | 菊模様四季の色彩                           |
| 1937年 | 輝く聖花                                   |
| 1938年 | 支那事変聖戦忠勇武烈                       |
| 1939年 | 忠孝菊花                                   |
| 1940年 | 奉祝二千六百年、聖紀奉賛雪月花             |
| 1941年 | 忠臣蔵                                     |
| 1942年 | 大東亜戦争菊人形 図南太閤記                |
| 1943年 | 戦力増強決戦菊人形 七生報国大楠公          |
| 1946年 | （千里山で開催）                           |
| 1947年 | （千里山で開催）                           |
| 1948年 | （千里山で開催）                           |
| 1949年 | 菊人形19場面                               |
| 1950年 | 朝日新聞連載小説、菊花カーニバル           |
| 1951年 | 忠臣蔵                                     |
| 1952年 | 菊花カーニバル、義経絵巻                   |
| 1953年 | 古今文芸名作、出世太閤記                   |
| 1954年 | 新・平家物語                               |
| 1955年 | 古今演劇名舞台アルバム、新浦島太郎         |
| 1956年 | 義経絵巻、西遊記孫悟空                     |
| 1957年 | 伝統50年の特集、新版かぐや姫               |
| 1958年 | 大坂城物語、道成寺絵巻                     |
| 1959年 | 浮世絵風俗絵巻東海道五十三次、絵姿民謡道中 |

| 年     | タイトル                      |
| ------ | ----------------------------- |
| 1960年 | 名作絵巻物語                  |
| 1961年 | 中国物語絵巻                  |
| 1962年 | お国自慢 三十場面             |
| 1963年 | お祭り百景                    |
| 1964年 | 赤穂浪士                      |
| 1965年 | 王将一代                      |
| 1966年 | 江戸                          |
| 1967年 | 汽笛一声                      |
| 1968年 | ふるさとの祭                  |
| 1969年 | 天と地と                      |
| 1970年 | 古都絵巻                      |
| 1971年 | 天皇の世紀                    |
| 1972年 | 新・平家物語                  |
| 1973年 | 東海道                        |
| 1974年 | 勝海舟                        |
| 1975年 | にっぽんの祭り                |
| 1976年 | 伝統65年名作絵巻              |
| 1977年 | 花神                          |
| 1978年 | 太閤秀吉                      |
| 1979年 | 源義経                        |
| 1980年 | 西遊記                        |
| 1981年 | おんな太閤記                  |
| 1982年 | 忠臣蔵絵巻                    |
| 1983年 | 浪華                          |
| 1984年 | 宮本武蔵                      |
| 1985年 | 真田太平記                    |
| 1986年 | 武蔵坊弁慶                    |
| 1987年 | 独眼竜政宗                    |
| 1988年 | 武田信玄                      |
| 1989年 | 春日局                        |
| 1990年 | 翔ぶが如く                    |
| 1991年 | 太平記                        |
| 1992年 | 信長                          |
| 1993年 | 炎立つ                        |
| 1994年 | 花の乱                        |
| 1995年 | 八代将軍吉宗                  |
| 1996年 | 秀吉                          |
| 1997年 | 毛利元就                      |
| 1998年 | 徳川慶喜                      |
| 1999年 | 元禄繚乱                      |
| 2000年 | 葵                            |
| 2001年 | 源氏物語                      |
| 2002年 | 利家とまつ                    |
| 2003年 | 武蔵                          |
| 2004年 | 新選組                        |
| 2005年 | 義経                          |
| 2010年 | 龍馬伝                        |
| 2012年 | 時代を変えた男 平清盛と源頼朝 |

- 出典 [33]

## 枚方の菊人形その後

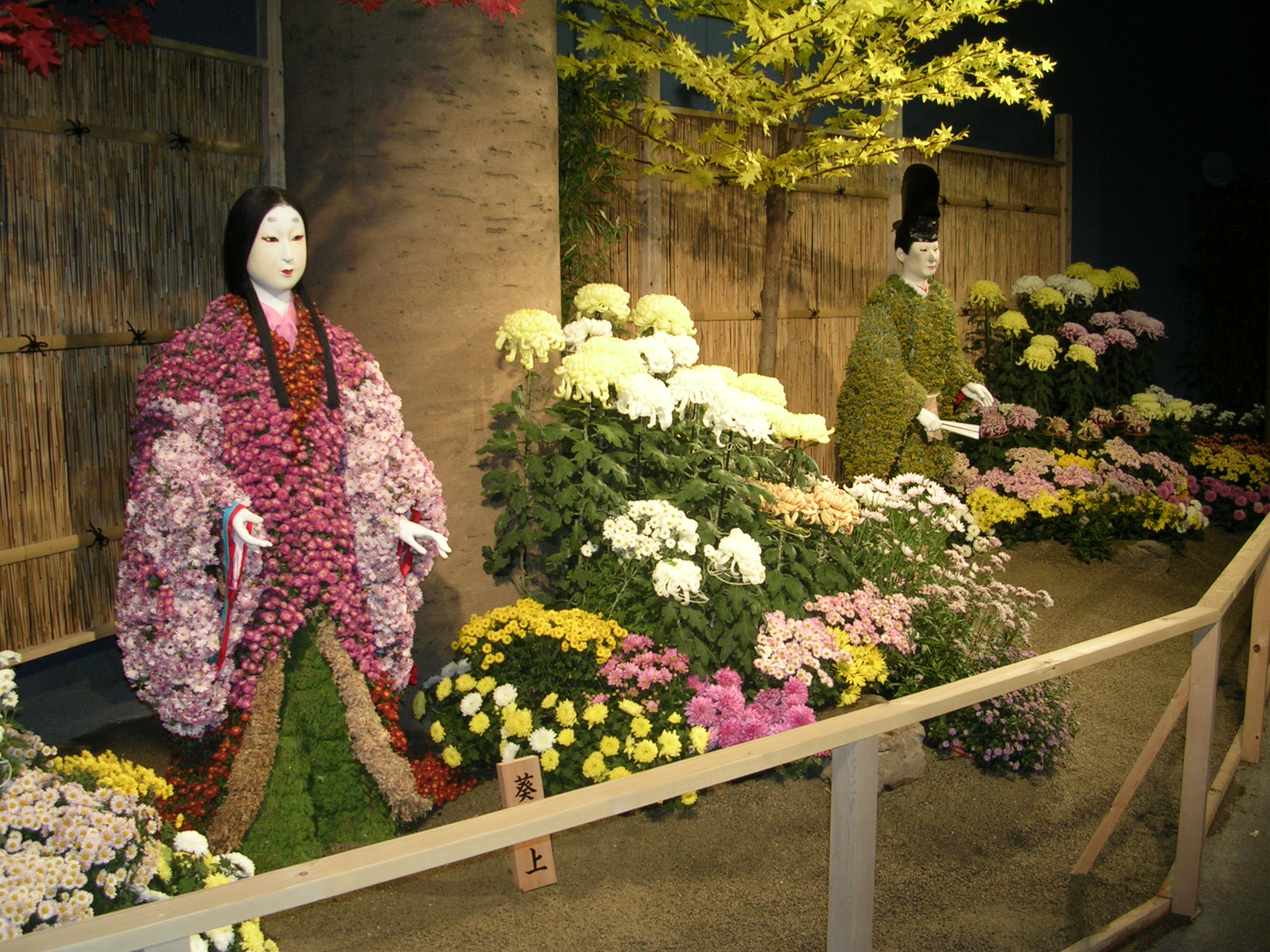
「大菊人形展」後の菊人形（ひらかたパーク、2007年）

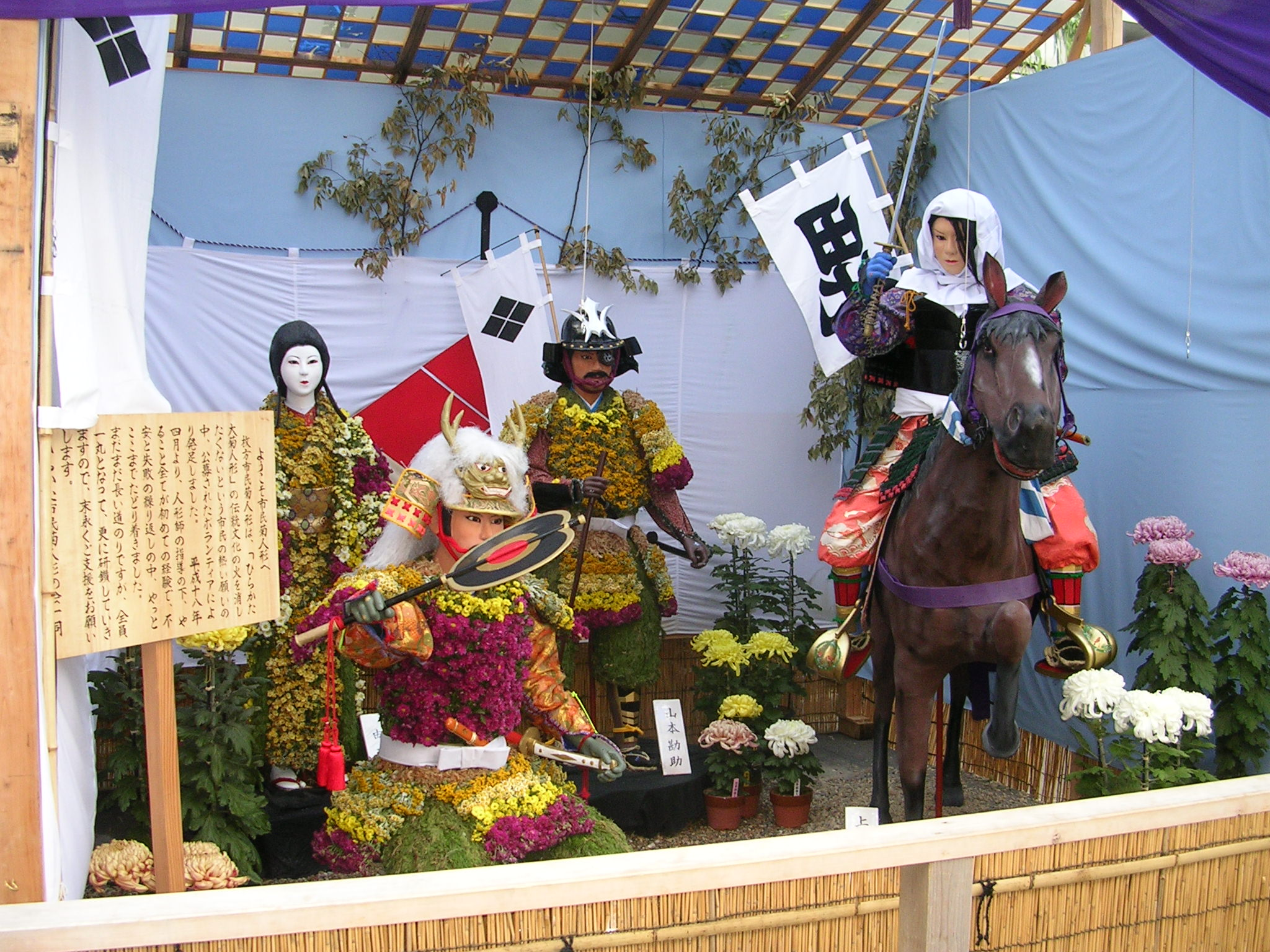
市民ボランティアによる菊人形（枚方市民会館前、2007年）

2005年をもって100年近い歴史を閉じた「ひらかた大菊人形」ではあるが、枚方で菊人形を見ることができなくなったわけではない。かつてのような大掛かりな大菊人形展はなくなったが、翌年以後もひらかたパークでは菊人形の何体かを飾っている。また、「ひらかた大菊人形」が閉幕する以前から、枚方市が主催する講習会で市民ボランティアが菊人形作りを学んでおり、閉幕した翌年の2006年4月に「ひらかた市民菊人形の会」が市民ボランティアにより発足し、枚方市民会館前などで菊人形が飾られている。菊の季節には、市民が育てたたくさんの菊の花も市民会館周辺や京街道沿いに飾られている。このように、かつての民間遊園地の集客事業としての菊人形から、市民に根ざした地域文化として菊人形を存続させていく方向で、関係団体や市民が動いているのが現在の状況である。
2010年秋は、京阪電車開業100周年記念として、10月9日～11月28日の期間復活開催された。
2012年秋、ひらかたパーク開業100周年を記念して、10月6日から11月25日までの期間で「大菊人形祭」が復活した。この年の菊人形展では、竹と藁でつくった「胴殻」に、根の周りに水苔を巻いた菊をU字型に曲げて取り付ける、という伝統的な菊人形のほかに、「トピアリー菊人形」という新しい技術を使った菊人形も登場した。後者の場合、園芸用の支柱と針金で胴殻を作り、鉢植えの菊をそれに沿って育ててゆく、という手法を使っている。